# Remigius Machura (ur. 1960)
Remigius Machura (ur. 3 lipca 1960 w Rychnovie nad Kněžnou) – czeski lekkoatleta, kulomiot, przez większość kariery reprezentujący Czechosłowację.
Po zawodach pucharu Europy w 1985 wykryto u niego niedozwolony preparat – stanozolol i zdyskwalifikowano na 2 lata.

## Osiągnięcia
- złoty medal mistrzostw Europy juniorów (Bydgoszcz 1979)
- 3 medale halowych mistrzostw Europy:
  - Mediolan 1982 - brąz
  - Ateny 1985 - złoto
  - Budapeszt 1988 - złoto
- brązowy medal mistrzostw Europy (Ateny 1982)
- brąz mistrzostw świata (Helsinki 1983)
- 5. miejsce podczas igrzysk olimpijskich (Seul 1988)

## Rekordy życiowe
- pchnięcie kulą – 21,93 (1987) do 2017 rekord Czech
- pchnięcie kulą (hala) – 21,79 (1985) do 2018 rekord Czech

Jego syn – Remigius Machura (ur. 1986) również uprawia pchnięcie kulą.